# Paranthropus
Paranthropus var ett släkte av förmänniska som levde i Afrika för ungefär 2,6-1,0 miljoner år sedan under den geologiska epoken pleistocen. Släktet utvecklades ur det mera kända släktet Australopithecus, och vissa forskare räknar fortfarande in paranthropus i detta släkte. Arterna inom (under-)släktet Paranthropus kallas ibland för robusta australopitheciner, i motsats till de mer gracila vanliga australopithecinerna. Paranthropus tillhör familjen hominidae. Paranthropus-arterna tillhör gruppen Australopithecina och representerar förmodligen en evolutionär sidolinje till släktet Homo. Paranthropus levde samtidigt som de tidigaste representanterna för släktet Homo.

## Namngivning
Parantropus är ett artificiellt ord. Släktets namn kommer från antik grekiska ἄνθρωπος antropos, svenska ordet människa och para som betyder bredvid, avvikande från. Benämningen för typarten, Paranthropus robustus, anspelar på den robusta, kraftiga eller grova kroppsbyggnaden.

## Släktets första beskrivning
Holotypen för släktet och samtidigt typfossilet för arten Paranthropus robustus är en delvis bevarad skalle (nummer TM 1517), som beskrevs i augusti 1938 av Robert Broom.
Upptäckaren av skallen var en studerande som bodde i området, som hade hittat en fossil skalle och en underkäke som stack ut från marken på en kulle i närheten av grottorna i Sterkfontein i Sydafrika. Skoleleven slog av några tillgängliga delar och överlämnade ett fragment från gommen, med en stor molar fortfarande fäst vid fossilet till handlaren George Barlow, som vidarebefordrade fyndet till Robert Broom. Broom fann att flera av fossilens tänder nyligen hade brutits av, och han räknade med att det kunde finnas andra fragment på fossilens fyndplats. Han uppsökte skolpojken, som fortfarande hade fyra tänder av fossilet i sin jackficka.
På fyndplatsen hittade Broom sedan flera andra delar av fossilet. Efter att ha preparerats kunde delarna förenas för att bilda ett nästan komplett gomben, med nästan alla tänder i överkäken, och den vänstra halvan av skallen. Dessutom hittades högra halvan av underkäken. Broom kunde på grundval av dessa fynd uppskatta skallens ursprungliga storlek. Enligt Broom var skallen större än hos flesta nutida manliga schimpanser, och nästan lika stora som hos de flesta kvinnliga gorillor som lever idag. Skallens struktur skiljer sig mycket från dagens stora apor, och den avviker också från alla andra fossila släkten, som beskrivits fram till 1938. Ansiktsskelettet var mycket platt och kortare än hos gorillorna. Enligt Broom kan hjärnvolymen för typexemplaret uppskattas till cirka 600 cm³. Broom beskrev det första fyndet i Nature 1938 i The Pleistocene Anthropoid Apes of South Africa

## Beskrivning

### Skalle
Paranthropus hade en massivt byggd, lång och platt skalle, med en tydlig gorillaliknande sagittal kam längs mittlinjen av skallen som var muskelfäste för massiva temporalismuskler som används vid tuggning. Paranthropus var i likhet med andra arter, till exempel Austraophitecus en art med sexuell dimorfism, manliga individer var avsevärt större än kvinnliga. De hade stora molarer med en förhållandevis tjock tandemalj, dvs förstorade tänder bakom hörntänderna och de jämförelsevis små framtänderna, i storlek lika moderna människors. Dessa kindtänder är anpassningar till att bearbeta föda som är mer nedslipande för tänderna. Tänderna hos P. aethiopicus bröt fram tidigare än hos P. boisei.
Paranthropus hade anpassningar till skallen för att motstå stora bettbelastningar medan de beredde födan, nämligen de förstorade tinningsbenssuturerna.  Den avsevärt tjockare gommen troddes tidigare ha varit en anpassning för att motstå en bettstyrka, men förklaras numera bättre som en biprodukt av ansiktets förlängning och den nasala anatomin.
P. boiseis käkled var anpassad för att tugga maten i en sidoriktad rörelse snarare än upp och ned som hos moderna människor. Detta var bättre för att bearbeta de stärkelserika och tandslipande födoämnen som utgjorde huvuddelen av dess kost. P. robustus kan ha tuggat i riktning framåt och bakåt istället, och hade därför mindre överdrivna anatomiska funktioner i käkleden än P. boisei, eftersom det inte behövdes med denna typ av tuggning. Detta kan också ha gjort det möjligt för P. robustus att bättre bearbeta tuffare livsmedel.
Hjärnvolymen var i genomsnitt cirka 500 cm3, jämförbar med gracila australopitheciner, men mindre än i släktet Homo. Hjärnvolymen är ungefär 100 cm3 större än hos dagens schimpanser och bonoboer.  Den moderna människans hjärnvolym är i genomsnitt 1 270 cm3 för män och 1 130 cm3 för kvinnor.

### Extremiteter och rörelse
Till skillnad från P. robustus var underarmarna hos P. boisei kraftigt byggda, vilket kan antyda trädklättring med hängande förflyttning mellan trädgrenar som hos orangutanger och gibboner. P. boiseis skulderblad tyder på att arten hade långa infraspinatusmuskler, som också hör samman med trädklättring. Ett armbågsben från P. aethiopicus uppvisar mer likheter med Homo än med P. boisei.
Paranthropus var bipedala, och deras höfter, ben och fötter liknar A. afarensis och moderna människors. Bäckenet liknar bäckenet hos A. afarensis, men höftleden är mindre än hos P. robustus. Den fysiska likheten innebar att de hade en liknande men inte identisk gång.  Deras moderna människolika stortå indikerar en modern människolik fotställning och fotvalv med liknande vinklar i fotleden, men den distala fotleden leder skulle har varit hämmande för den moderna människans avstamp från tån i steget. För 1,8 miljoner år sedan hade Paranthropus och H. habilis uppnått ungefär samma anpassning för gång på två fötter.

### Längd och vikt
Arternas kroppsstorlek är inte exakt känd, eftersom man sällan har funnit  helt bevarade ben eller armben. Kroppslängden uppskattas till högst cirka 150 cm, vilket skulle vara ungefär lika mycket som för upprätta nutida schimpanser.
I jämförelse med det stora, robusta huvudet var kroppen ganska liten. Medelvikten för P. robustus kan ha varit bara 40 kg för hanar och 32 kg för honor; och för P. boisei 50 kg för manliga individer och 34 kg för kvinnliga.  I Swartkransgrottans member 1 och 2, beräknas 35 % av P. robustus individerna ha vägt omkring 28 kg, 22 % omkring 43 kg, och de resterande 43 % mer än 43 men mindre än 54 kg. I member 3 uppskattas vikten för alla individer till cirka 45 kg.  Kvinnor i samtida H. erectus vägde ungefär detsamma, men manliga H. erectus var i genomsnitt 13 kg tyngre än manliga P. robustus. Lokaler där man hittat P. robustus domineras konstigt nog av små vuxna, vilket kan förklaras som en förhöjd predation eller dödlighet hos de större hanarna i en grupp.  Den största kända individen beräknades väga 54 kg.
Enligt en studie från 1991, baserad på lårbenets längd och med hjälp av dimensionerna hos moderna människor, beräknas hanar och honor av P. robustus ha varit i genomsnitt 132 cm respektive 110 cm långa. P. boisei beräknades vara 137 respektive 124 centimeter långa. Den senare uppskattningen är dock mera problematiska eftersom det inte fanns några säkert identifierade manliga lårben från P. boisei 1991. År 2013 uppskattades ett nyfunnet, 1,34 miljoner år gammalt partiellt P. boisei-skelett av en hane av P. boisei vara minst 156 cm lång och väga 50 kg.

### Patologi
Paranthropus verkar ofta ha lidit av "pitting enamel hypoplasia" (PEH), där tandemaljen bildas i fläckar istället för mestadels enhetligt. Hos P. robustus påverkades cirka 47 % av barntänderna och 14 % av vuxna individers tänder, jämfört med 6,7 % respektive 4,3 % hos andra studerade homininarter. Tillståndet med dessa hål som har en utbredning över hela tanden överensstämmer med den moderna mänskliga sjukdomen när amelogenesen är ofullkomlig. Men eftersom cirkulära hål i emaljtäckningen är enhetliga i storlek, och endast finns på molarerna, och har samma svårighetsgrad hos olika individer, kan PEH ha varit ett genetiskt tillstånd hos Paranthropus. Det är möjligt att DNA som kodat för förtjockningen av emalj också gjorde arten mer sårbara för PEH.
Det har hittats 10 identifierade fall av karies hos P. robustus, vilket indikerar en förekomst som liknar den hos moderna människor. En molar från Drimoleni i Sydafrika visade en hålighet på tandroten, ett sällsynt fenomen hos fossila stora apor. För att kariesbildande bakterier skulle nå detta område, måste individen också ha haft antingen alveolär resportion, vilket vanligtvis är förknippat med tandköttssjukdom. Eller att tänderna bryter fram extra långt, ett tillstånd som uppstår när tänderna blir slitna och måste bryta ut lite mer för att upprätthålla ett ordentligt bett, och att detta exponerade tandroten. Det senare är mest troligt, och den exponerade roten verkar ha orsakat ökad tandcementbildning för att förankra tanden på plats. Håligheten hos individen verkar ha läkt, vilket kan vara en följd av en förändring av kost eller bakterieflora i munnen, eller en förlust av den intilliggande molaren.

## Paleobiologi
Arter av släktet Paranthropus tolkas av vissa paleoantropologer som senare arter av släktet Australopithecus och kallas ibland robusta australopitheciner.
En av de egenskaper som särskiljer dem från graciösa australopitheciner är en ökande anatomisk specialisering mot hårdare eller mer svårtuggad fiberrik växtmat. Detta blir särskilt uppenbart genom den massivt formade underkäken med stora premolarer och molarer, liksom genom benkammen på skalltaket, som fungerade som muskelfäste för en starkt utvecklad tuggmuskulatur.

### Diet

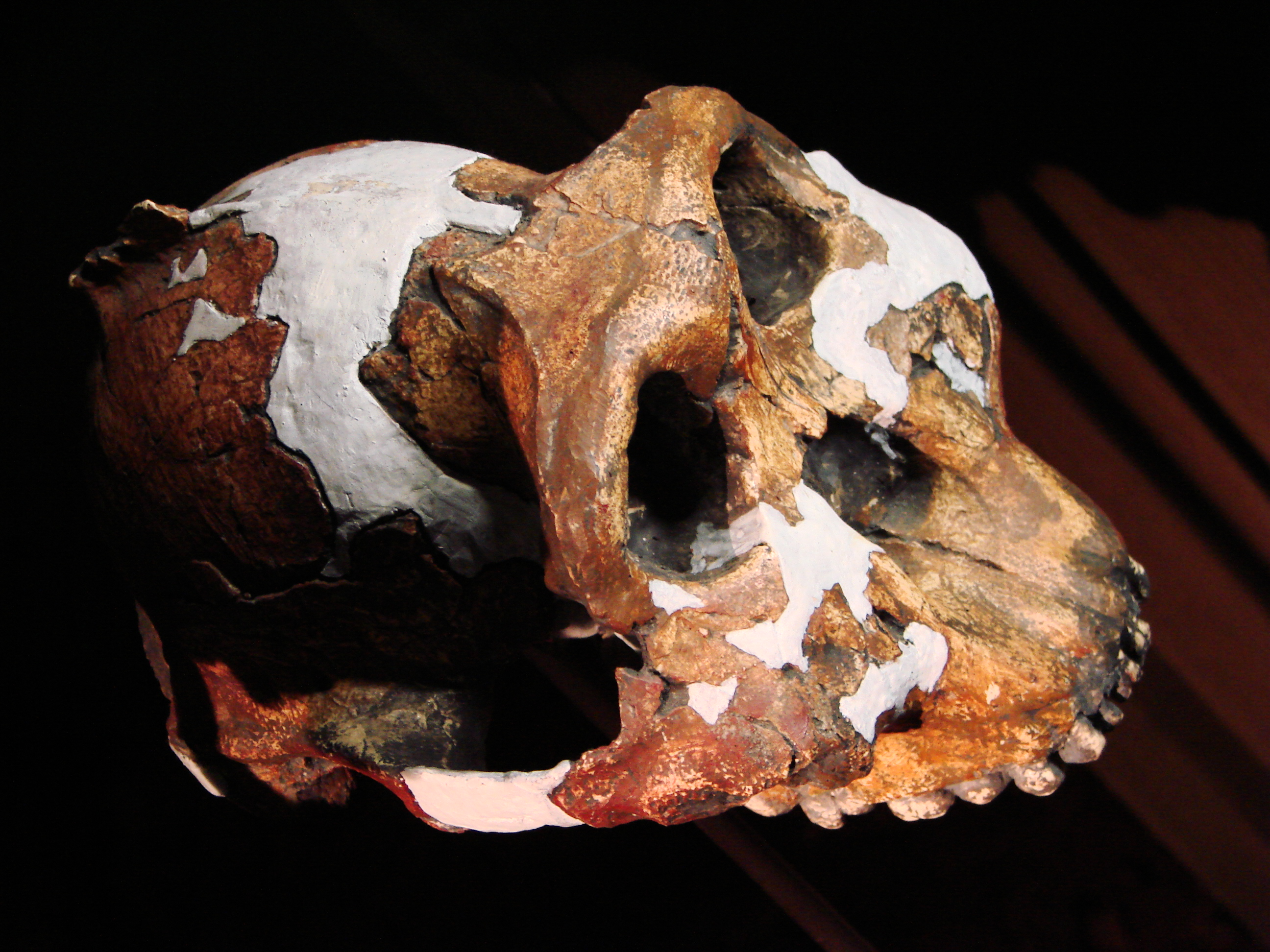
P. boisei OH 5.

Man trodde tidigare att P. boisei knäckte nötter med sina kraftfulla tänder, vilket gav fossilet OH 5 smeknamnet Nötknäpparmannen. Men liksom gorillor föredrog Paranthropus sannolikt mjuka livsmedel, men kunde konsumera tuff eller hård mat under magrare tider, och de kraftfulla käkarna användes endast i den senare situationen. Hos P. boisei användes den tjocka emaljen för att motstå slipande grusiga partiklar snarare än att minimera att flisor slogs av när man åt hårda livsmedel. I det fossila källmaterialet finns en klar brist av tandfrakturer. som skulle har resulterat från sådan aktivitet.
Paranthropus var allätare, men kosten varierade dramatiskt på olika platser. Den sydafrikanska P. robustus verkar ha varit en allätare, med en diet som liknar dieten hos de samtida individerna i släktet Homo, och nästan identisk med den senare H. ergasters diet. Dieten bestod främst C4 växter på savannen och C3 växter i skogen. Troligen indikerar variationen säsongsmässiga förändringar i kost eller säsongsflyttningar från skog till savann. Paranthropus konsumerade sannolikt också frö och rotknölar samt termiter. Tandkaries kan bero på honungsätning.
Den östafrikanska P. boisei verkar till stor del ha varit växtätare och främst på C4-växter. Dess kraftiga käkar tillät den att konsumera en mängd olika växter, även om den till stor del kan ha föredragit näringsrika rötter eftersom dessa fanns i de välvattnade skogarna som  P. boisei befolkade. De kan ha fyllt sitt dagliga kaloribehov på cirka 9700 kJ på cirka 6 timmars födosök.
Yngre individer av P. robustus kan ha förlitat sig mer på knölar än vuxna, vilket skulle förklara de förhöjda nivåerna av strontium i tänder från Swartkransgrottan jämfört med vuxna. Exponerat dentin hos juvenila individers tänder kan indikera nedslipning av emaljen av en mer slipande kost än hos de vuxna. Det är också möjligt att unga individer var mindre noga att ta bort grus från uppgrävd mat.
En studie publicerad 2011 drog slutsatsen att Paranthropus boisei kunde bereda cirka 77± 7 %  C4-växter till föda i sin ämnesomsättning, vilket är mer jämfört med alla tidigare undersökta hominider, och att arten därför var inriktad på konsumtion av olika arter gräs. Vid tiden då Paranthropus aethiopicus levde för 2,8 miljoner år sedan upptäcktes en förändring i tänderna då deras emalj blev tjockare, vilket också gäller för flera andra djurarter. Klimatindikeringar för mer frekvent torka i området har också påvisats.
Analyser efter datortomografier av skallbenens insida visade att inre morfologiska funktionerna i Paranthropus robustus och Paranthropus boisei är lika, och båda arterna var nära besläktade systerarter, vars egenskaper skilde sig avsevärt från Australopithecus africanus. Paranthropus robustus och Paranthropus boisei är därför närmare besläktade inbördes medan Paranthropus aethiopicus är en mer avlägsen släkting.

### Teknik

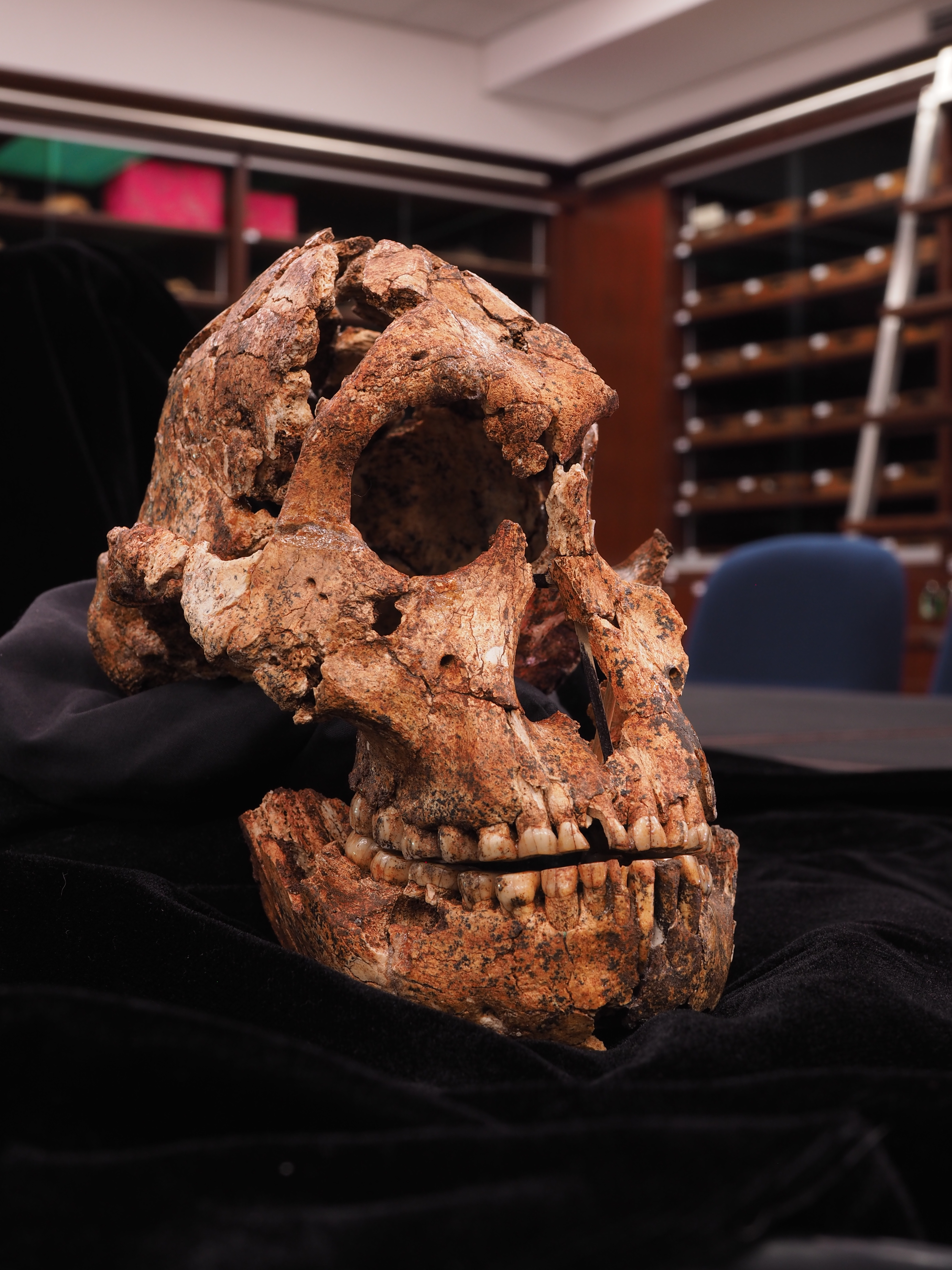
DNH7 den mest kompletta skallen av P. robustus känd till beskrivningen av DNH155 2020

Benverktyg som dateras till en ålder mellan 2,3 och 0,6 miljoner år har hittats i överflöd på  de fossilförande platserna Swartkrans, Kromdraai, och Drimolen i Sydafrika, och kan ofta associeras med P. robustus. Även om  fossil av Homo också har hittats i dessa grottor, är deras kvarlevor jämförelsevis få i jämförelse med Paranthropus, vilket gör att de sannolikt användes av P. robustus. Benverktygen hittas också med Oldowan verktyg och till och med Acheuléenkulturen. Benverktygen är vanligtvis tillverkade av långa rörben från medelstora till stora däggdjur, men verktyg tillverkades även av underkäkar, revben och hornkärnor. Benverktyg har också hittats vid Olduvaiklyftan och i direkt anslutning till fynd av P. boisei, de yngsta fynden är 1,34 miljoner år. Naturligtvis kan andra fynd av benverktyg härifrån inte tillskrivas någon art men vissa fynd pekar klart mot P bosei. Även stenverktyg från Kromdraai kan möjligen hänföras till P. robustus, eftersom ingen fynd av Homo har hittats där ännu.
Benverktygen formades inte målmedvetet för en särskild användning. Man föredrog att använda vissa ben som sannolikt utvaldes. Detta kan tyda på en kognitiv förmåga i likhet med samtida homo. Benverktyg kan ha använts för att skära eller bearbeta vegetation, eller till att gräva upp rotknölar eller gräva fram termiter med. Formen av P. robustus framtänder verkar ligga mellan H. erectus och moderna människor, vilket kan indikera bearbetning av födan med verktyg istället för tänderna.
Brända ben har också kopplats samman med Paranthropus i Swartkrans, vilket möjligen kan förklaras med  tidig användning av eld. Dessa brända ben finns i member 3, och i denna yngre del saknas lämningar av Paranthropus men det finns fynd av H. erectus. Det är också en möjlighet att benen brändes i en naturlig eld och spolades in i grottan. Benen är inte brända på plats inne i grottan som inte har några härdar. Member 3 i Swartkrans dateras numera till cirka 1 miljon års ålder, tidigare 1,5-1,0 miljoner år nu 0,6 till 1 miljoner år med 1 miljon år som troligast.

### Social struktur

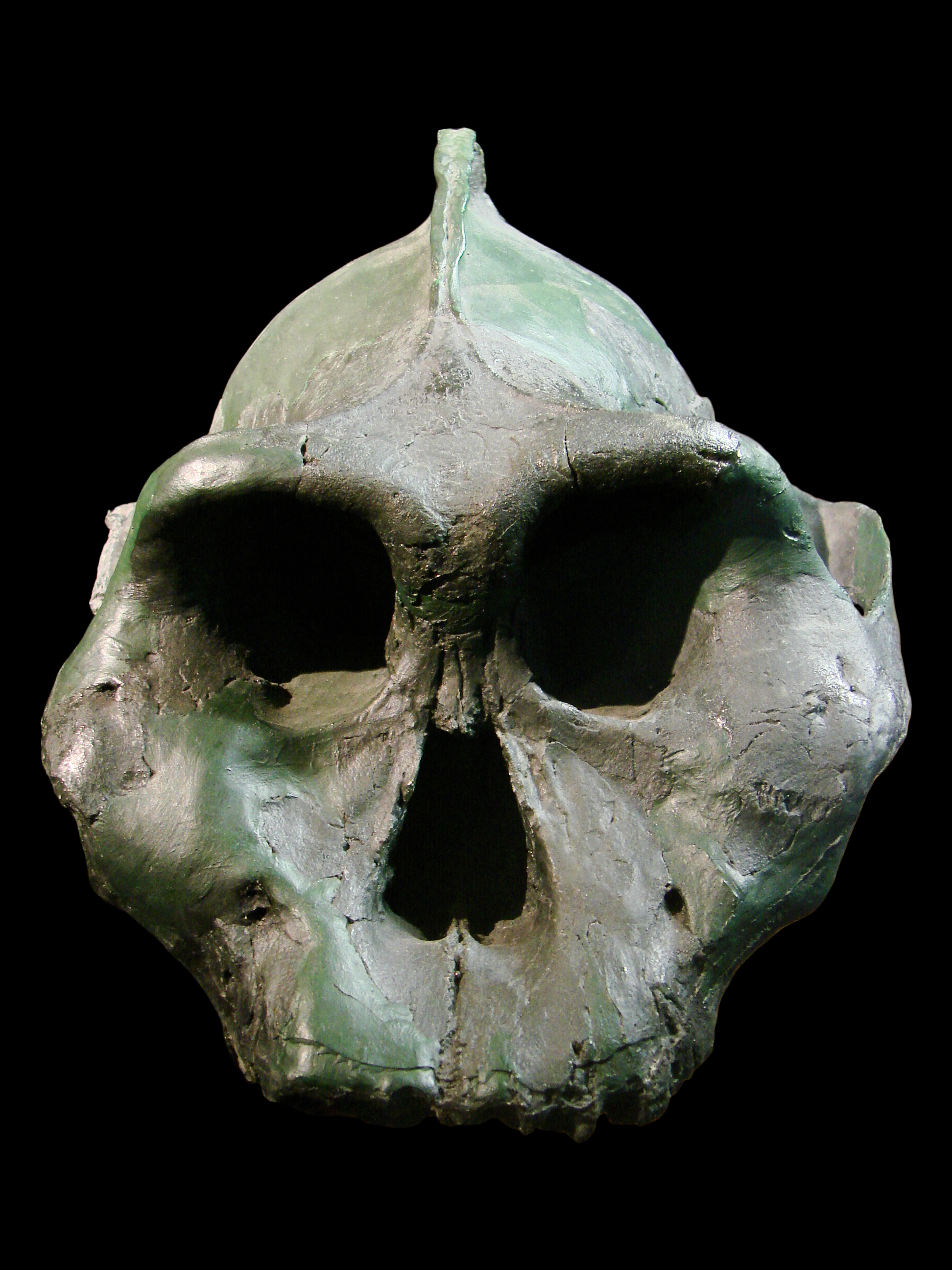
P. aethiopicus "den svarta skallen" KNM-WT 17000.

Med tanke på de markerade anatomiska och fysiska skillnaderna med moderna stora apor, kan inte finnas en säker modern analogi för Paranthropus samhällen, så jämförelser med moderna primater kommer inte att säkra och exakta resultat.
Paranthropus hade en uttalat sexuell dimorfism, med hanar betydligt större än honor, vilket vanligtvis tolkas som ett hanedominerat polygamt samhälle. P. robustus kan ha haft ett haremsamhälle som liknar moderna skogslevande silverryggade gorillor, där en hane har exklusiva avelsrättigheter till en grupp honor, eftersom skillnader i manlig-kvinnlig storlek är jämförbar med den hos gorillor. Yngre hanar var mindre kraftiga än äldre hanar, så kallad fördröjd mognad finns också hos gorillor.
Om P. robustus levde i en savannmiljö, skulle ett samhälle med flera hanar ha varit bättreför försvara gruppen från rovdjur i denna mer utsatta miljön. Jämför dagens savann babianer. Bland primater finns också fördröjd mognad hos rhesusapan som lever i ett multi-manligt samhälle. Fördröjd mognad kanske inte är en korrekt indikator för social struktur.
En strontiumisotopstudie från 2011 av P. robustus tänder från den dolomitiska kalken i Sterkfonteindalen fann att, liksom hos vissa andra homininer, men till skillnad från andra stora apor, var P. robustus' honor mer benägna att lämna sin födelslokal. Detta tyder inte på ett haremsamhälle, då det skulle ha resulterat i ett matrilokalt samhälle, där honor stannade, på grund av ökad manlig inbördes konkurrens. Hanar lämnade inte dalen, vilket  indikerar små hemmarevir, eller att de föredrog landskap med kalkberggrund på grund av bättre födoresurser relaterade till vegetationstillväxt eller artrikedom.

### Livshistoria
Genom att analysera mängden stabila kalciumisotoper i tandemalj i 18 fossil av Paranthropus robustus, 12 fossil av Australopithecus africanus och 7 exemplar av tidiga Homo,  totalt över 80 emaljprover (A. africanus, n = 28; P. robustus, n = 37; tidiga Homoarter n = 18), drog forskare slutsatsen att amningsperioden hos Paranthropus och  Australopithecus varade endast några månader, medan Homo ammade i tre till fyra år.
Tandutvecklingen verkar ha följt ungefär samma tidsramar som den gör hos moderna människor och de flesta andra homininer, men eftersom Paranthropus molarer är markant större, skulle utbrottet av tänderna ha skett tidigare.  Deras livshistoria kan ha återspeglat gorillornas, som Paranthropus hade samma storlek på hjärnvolymen. Gorillan, beroende på underarterna, når vuxenmognad från 12-18 års ålder och har födelseintervaller av 40-70 månader hos honorna.

## Paleoekologi

### Habitat

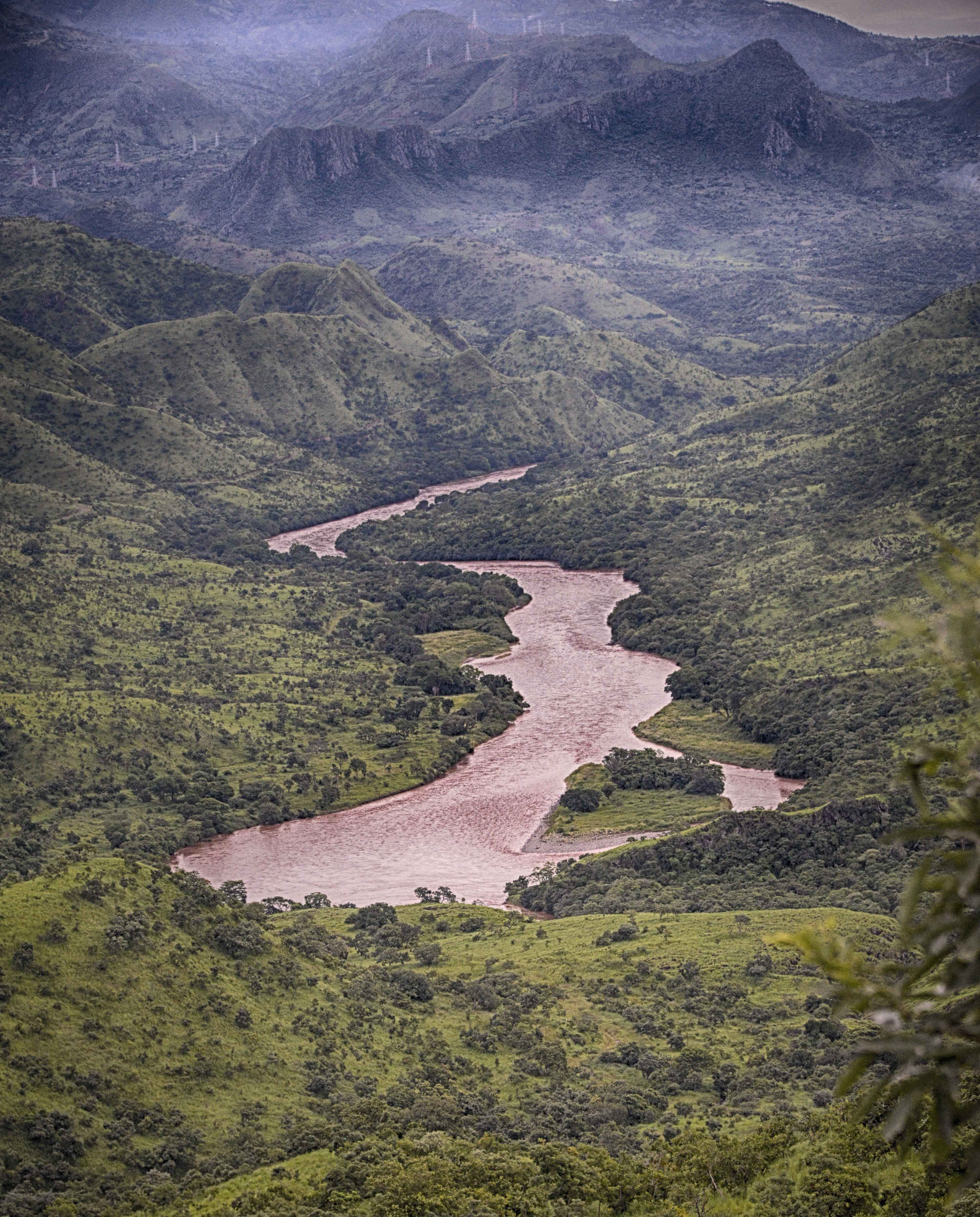
Moderna dagars Omoflod

Många forskare antar att Paranthropus föredrog att bo i skogbevuxna områden nära floder och sjöar.  Fossil av Paranthropus, H. habilis, och  H. erectus har alla hittats från olika samtida lokaler i östra Afrika, till exempel i Olduvai och vid Turkanasjön.  Även P. robustus och H. erectus verkar ha samexisterat i Sydafrika.
P. boisei, känd från Östafrikanska gravsänkesystemet, kan ha bebott våtmarker längs sjöar och floder, skogbevuxna eller torra buskmarker, och halvtorra skogar, även om fossil hittade i de savanndominerade malawiska Chiwondobäddarna antyder att arten kunde tolerera en rad livsmiljöer.  Under pleistocen verkar det ha funnits kust- och bergsskogar i östra Afrika. I mer vidsträckta floddalar – som Omoflodens dalgång – kan det ha funnits viktiga rester av skogar för skogslevande arter. Östafrika var avskuret från skogarna i Centralafrika av en korridor med savann. De östafrikanska skogarna hade  endemiska arter, särskilt under tider av ändringar i klimatet. 
Området som benämnes Människosläktets vagga i Sydafrika, det område P. robustus är bekant från, dominerades av fauna med  antilopen Antidorcas recki, andra antiloper, giraffer, och elefanter var också delar av megafaunan. Andra kända primater i området är tidiga Homo, mantelbabianer, den nu utdöda kolobinapan, Cercopithecoides williamsi.

### Rovdjur
Den vänstra foten av ett P. boisei-exemplar, även om det kanske faktiskt kan tillhöra H. habilis, från Olduvai verkar ha blivit biten av en krokodil, möjligen Crocodylus antropophagus. Ett annat ben visar spår av leopardbett.  Andra sannolika rovdjur för stora apor var jakthyaena Chasmaporthetes nitidula, och de sabeltandade kattdjuren Dinofelis och Megantereon.  Rovdjuren i Sydafrika var de två sabelkattdjuren, och hyenan Lycyaenops silberbergi. Hanar av P. robustus verkar ha haft en högre dödlighet änhonor. Det är möjligt att hanar oftare tvingades ut ur en grupp, och dessa ensamma hanar hade en högre risk för att falla offer för rovdjuren.

### Utrotning
Forskningen ansåg en gång att Paranthropus hade blivit en födospecialist och var sämre anpassad än den verktygsproducerande Homo. Denna specialisering ledde till artens utrotning, men detta tror inte forskningen av idag på. Emellertid kan mindre hjärnstorlek ha försvårat anpassning och delvis medverkat i deras utrotning. P. boisei kan ha dött ut tack vare allt torrare klimat, som börjar för 1,45 miljoner år sedan reducerar skogsmarkerna, och utsätter arten för en konkurrens med savannbabianer och 'Homo om matresurser.
Sydafrikanska Paranthropus verkar ha överlevt sina östafrikanska motsvarigheter.  Yngsta fyndet av P. boisei kommer från Konso, Etiopien omkring 1,4 miljoner år gammalt men det finns inga östafrikanska lager daterat mellan 1.4 och 1 miljon år, så de kan ha levt kvar till för 1 miljon år sedan. P. robustus, å ena sidan, har hittats i Swartkranz till member 3 daterat till 1-0.6 mya  (mellersta pleistocenen), fast mer sannolikt den äldre sidan av bedömningen.

## Släktets utveckling
För ungefär tre miljoner år sedan ändrades klimatet på jorden och i Afrika blev det ett torrare klimat och savannerna bredde ut sig. Vid denna tid sker en tydlig period av artbildning i hominidernas utveckling. De första arterna av Paranthropus utvecklas, liksom de första arterna av Homo. Dessutom uppträder de första redskapen. Förändringarna kan knytas till klimatförändringen och den förändrade miljö den orsakade. Utvecklingslinjen släktet Paranthropus kom till vid denna tid. Paranthropus var större än föregångarna och hade kindtänder med upptill tre gånger så stor tuggyta som nutida människor. Paranthropus var en nära släkting till släktet Homo. Paranthropus levde  i östra och södra Afrika. Födan formade artens tänder. Det torrare och kallare klimatet ledde till att saftiga frukter och blad blev färre. Då fick växtätarna nöja sig med torra blad, gräs och frön. Dessa innehåller mindre näring. För att få i sig tillräckligt med näring behövde en Paranthropus tugga i sig mer mat än en fruktätare. Detta slet ned tänderna. Individer med tjockare emalj gynnades. Utvecklingen ledde till att kindtänderna blev större och emaljen tjockare.  Liknande förändringar skedde när hästarna utvecklades till gräsätare.
Släktet kännetecknas framför allt av en väl utvecklad käkmuskulatur, och även närvaron av en crista sagittalis eller huvudkam. Man tror att denna anpassning kommer av att medlemmarna av detta släkte i stor utsträckning åt rötter och nötter. Det har även konstaterats av de använda verktyg som var likartade, om än inte lika välutvecklade som våra direkta förfäders.
Bland de fynd som har gjorts har man kunnat konstatera en hjärnvolym på ungefär 400–600 cm³ (samtida medlemmar av Homo-släktet har en något större kranievolym än 600 cm³). Paranthropus gick upprätt och hade en genomsnittlig kroppslängd på 1,3 till 1,4 meter och var robusta i kroppsbyggnaden. Extremitetsben är dåligt kända förutom hos Paranhropus robustus.

## Arter
- Paranthropus aethiopicus  mest kända fossil KNM WT-17 000) - upptäckt i Turkana i Kenya 1985, levde för 2,6-2,2 miljoner år sedan.[1]
- Paranthropus boisei (äldre litteratur Zinjanthropus boisei) - upptäckt av Mary Leakey i Olduvai Gorge i Tanzania 1959, levde för ungefär för 2,3-1,5 miljoner år sedan.[1]
- Paranthropus robustus - beskriven och namngiven av Robert Broom  efter fynd i Swartkrans i Sydafrika 1938, levde för 2,0-1,2 miljoner år sedan.